# 天津工程機械研究院
天津工程機械研究院，中國工程機械總公司旗下公司，中國機械工業集團有限公司屬下機構，是在1961年當時以第一机械工业部工程机械研究所成立，主要業務生產各類工程机械设备等產品，現任董事長李鹤鹏。旗下上市公司是鼎盛天工（600335.SS）。
1999年，被中國機械工業集團有限公司收購本集團，已被國務院批准。